# Хомець (Речиця-об-Савиньї)
Хомець (словен. Homec) — поселення в общині Речиця-об-Савиньї, Савинський регіон, Словенія.